# Norhyttan
Norhyttan är en ort i Ludvika kommun i södra Dalarna cirka sju kilometer väst om Sunnansjö. Norhyttan är känd för sin hytta sedan 1640-talet. Hyttan fanns vid Nedre Norens utlopp och gav namnet Norhyttan till byn som då hette Mageråsen och var en fäbod till Västansjö. "Slaggslottet" ligger intill östra sidan av landsvägen. Hyttområdet är idag ett skyddat fornminne med RAÄ-nummer Grangärde 55:1.

## Hyttan
Masugnen var en mulltimmerhytta med n:o 3 och var 1711 helt bergsmansägd. Efter några år förvärvade Ludvika bruk andelar i hyttan. Bruket ägde stora skogsområden i omgivningen, det var en viktig råvara för framställning av träkol, som behövdes för hyttdriften. I början av 1800-talet blev även Fredriksbergs bruk delägare, då delades de återstående 22 procent av 12 bergsmän. 
Hyttdriften vid Norhyttan var inte bekymmersfri, 1815 rasade den ihop och 1885 brann den ner. År 1888 kunde driften tas upp igen. Den 4 till 19 mars 1890 var det strejk, men brukspatron Carl Edward Roth (delägare i Ludvika bruk och Nya Prästhyttan) gav sig inte och arbetarna var tvungna att gå tillbaka till arbetet, med ännu sämre lön. År 1892 brann hyttan igen och byggdes upp genom Roths initiativ. Hyttan fick sin malm huvudsakligen från Burängsbergsgruvan (cirka två kilometer väster om Norhyttan) och därifrån anlades en linbana till Norhyttan, det fanns även en linbana till Sunnansjö, avsedd att frakta järn. Den 10 juni 1909 lades driften ner för gott, byggnaderna revs 1923 och gjordes till kol för Nyhammars bruks räkning. Av hyttan återstår idag stenfundamentet och en liten del av masugnspipan. Från kolhuset syns kvarvarande slaggstenspelare.

## Slaggslottet
"Slaggslottet" i Norhyttan var en stor arbetarkasern som uppfördes 1884. Byggnaden innehöll bostäder för hytt- och skogsarbetare. Byggnaden bestod av två plan med vindsvåning under ett sadeltak. Ytterväggarna var 60 cm tjocka och murade av slaggsten och slaggflis med inslag av blå och grön bergslagssten. Slaggstenen i husets fyra hörn hade en dimension av 48x24x24 cm; dessa hade gjutits i Norhyttan. Vanlig lertegel syns runt fönster- och dörröppningar. 

## Historiska bilder

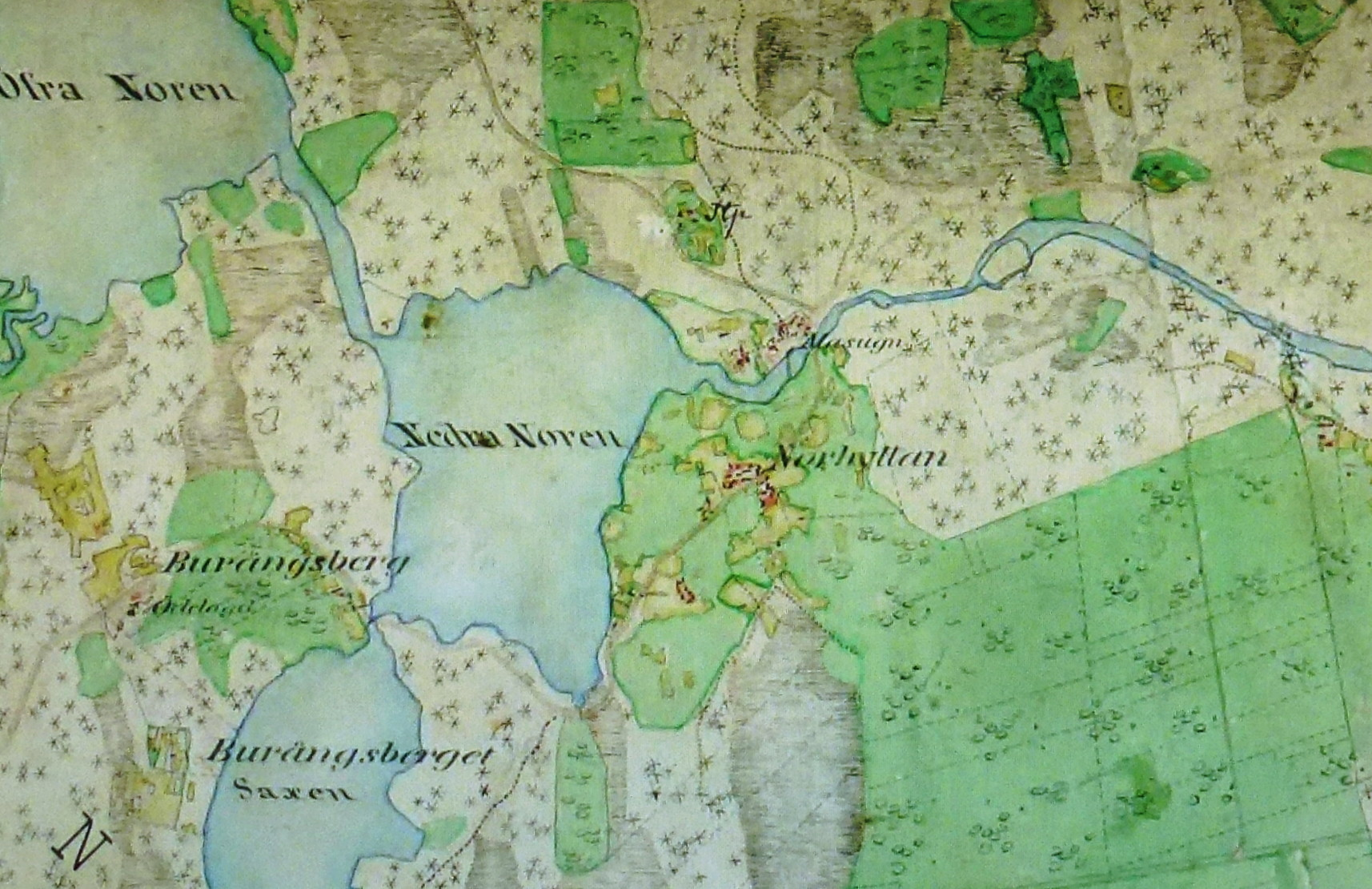
Norhyttan med omgivning 1866
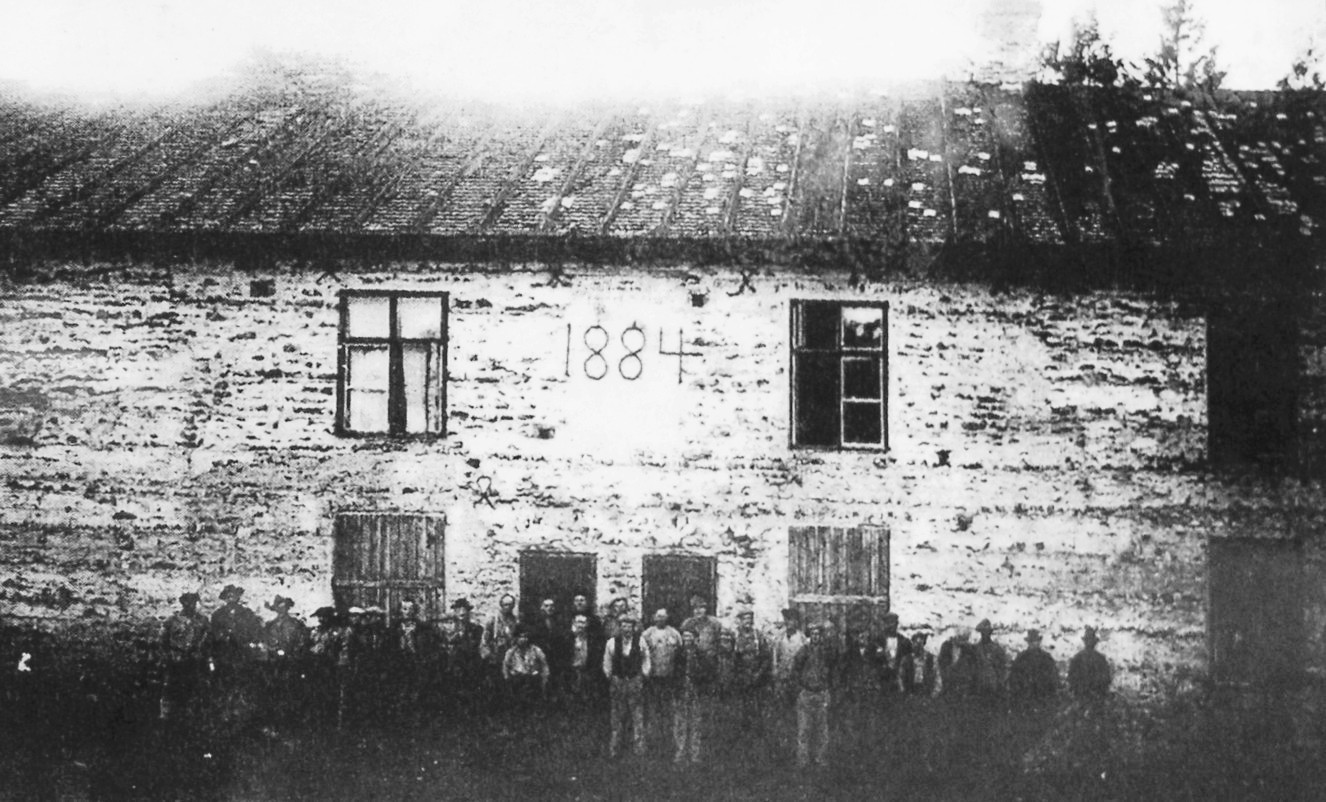
"Slaggslottet" 1884.
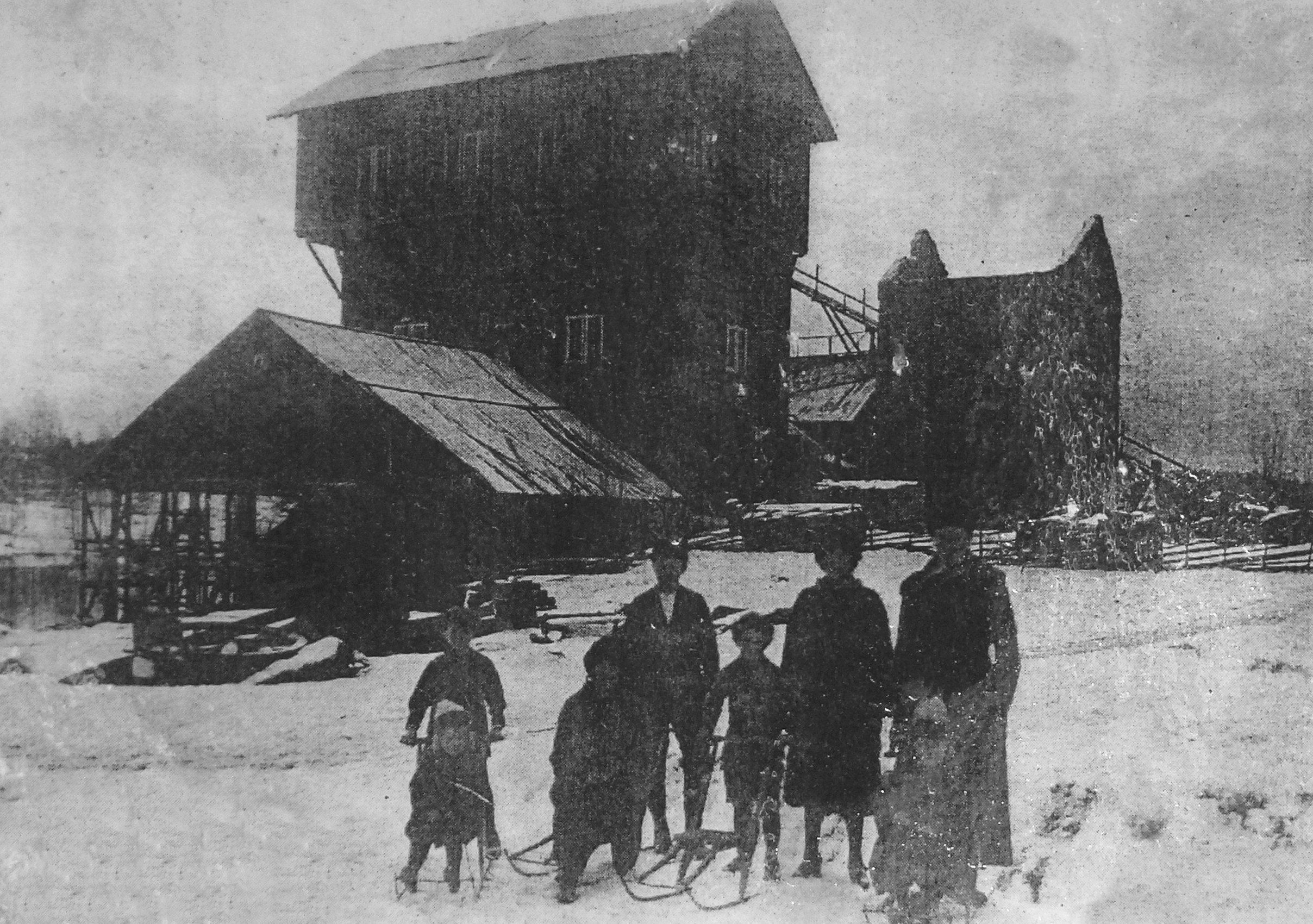
Hyttan kring sekelskiftet 1900.
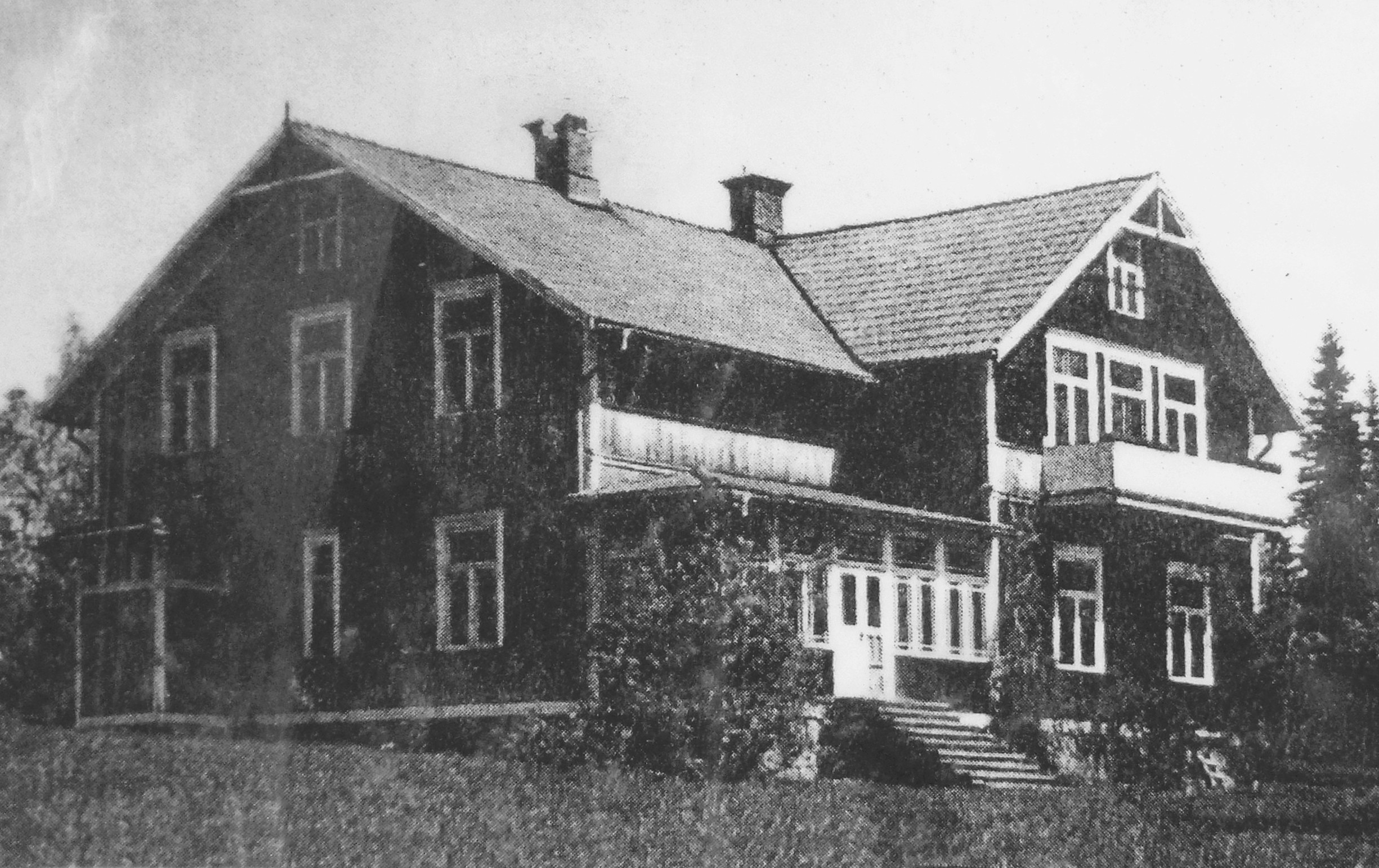
Norhyttans herrgård ca 1920.

## Norhyttans herrgård
Omkring år 1900 lät Ludvika bruk uppföra herrgården i Norhyttan. Byggnaden nyttjades som bostad till hyttans förvaltare och som kontor till bruket. Utöver huvudbyggnaden fanns bostadshus, ladugård, stall, tvättstuga, bagarstuga och ett sädesmagasin. I mitten av 1920-talet övertog Billerud AB brukets åkermarker och skogar. Då fungerade herrgården som bostad till skogvaktaren på Norhyttans revir. Under andra världskriget fanns en förläggning för luftbevakning i byggnaden. På 1960-talet gjordes ett misslyckat försök att driva pensionatsverksamhet. Under övrig tid stod huset tom. I april 1972 eldade Stora Kopparbergs Bergslags AB upp samtliga byggnader.

## Nutida bilder

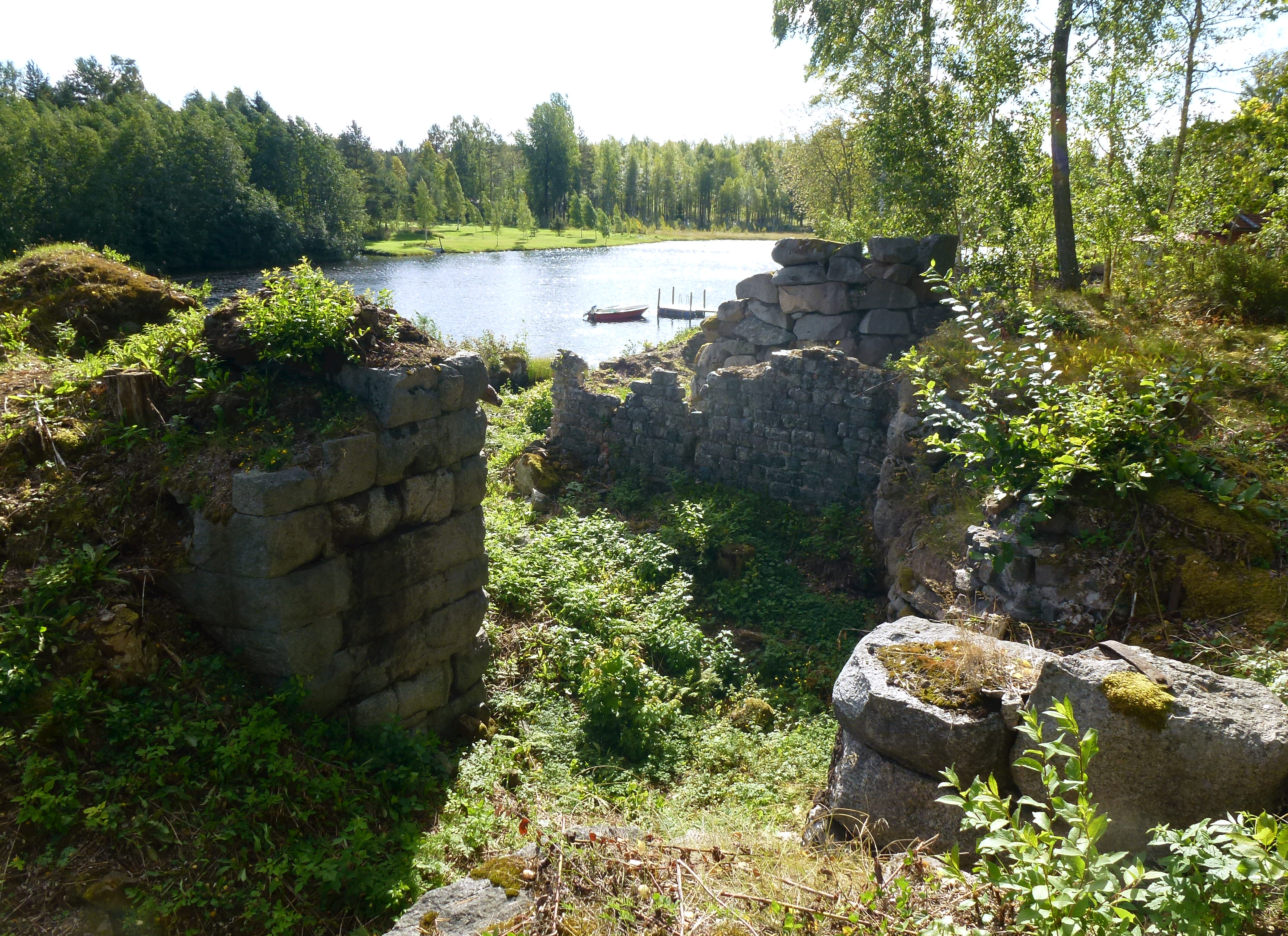
Ruinen efter masugnen
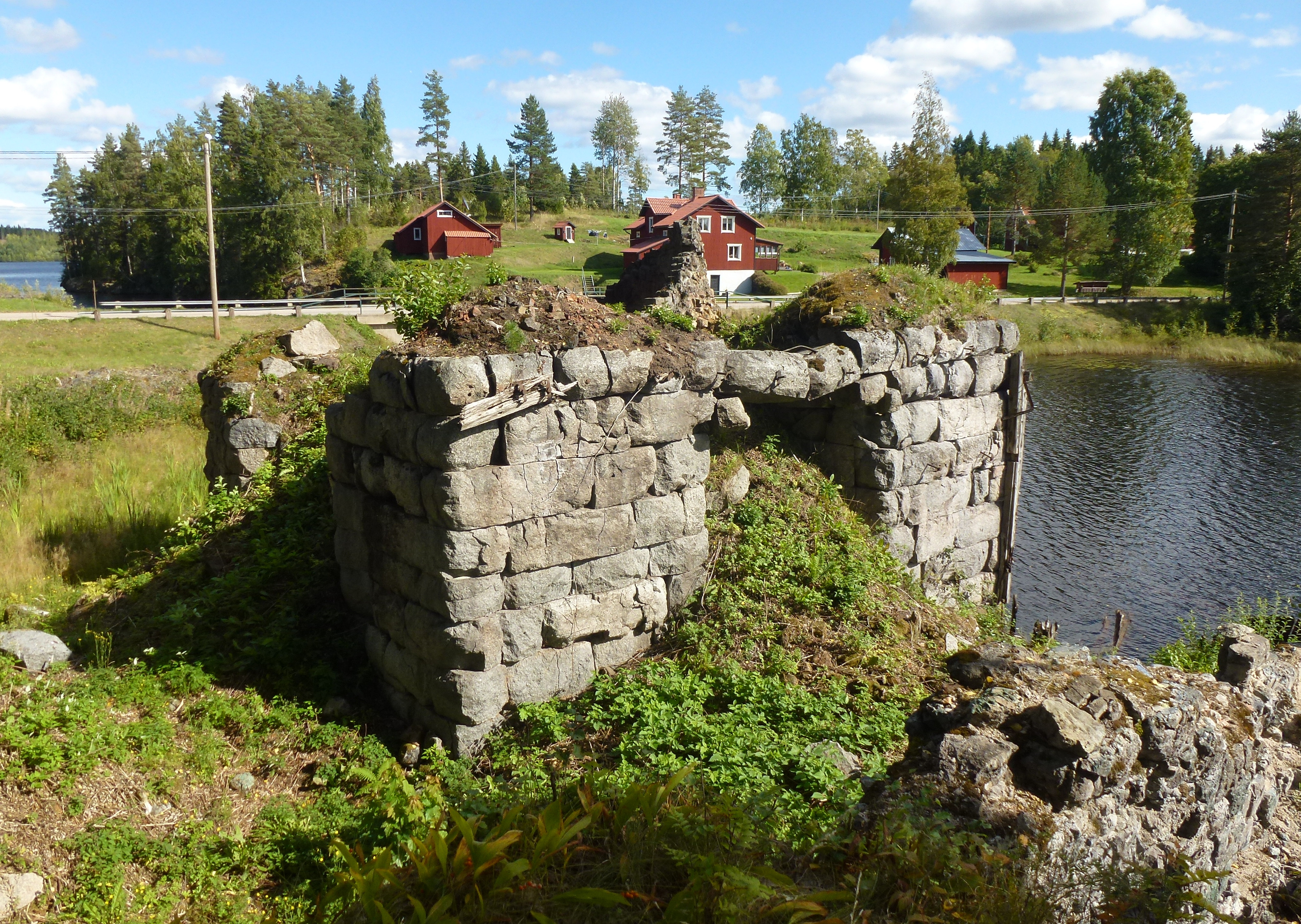
Masugnsfundamentet
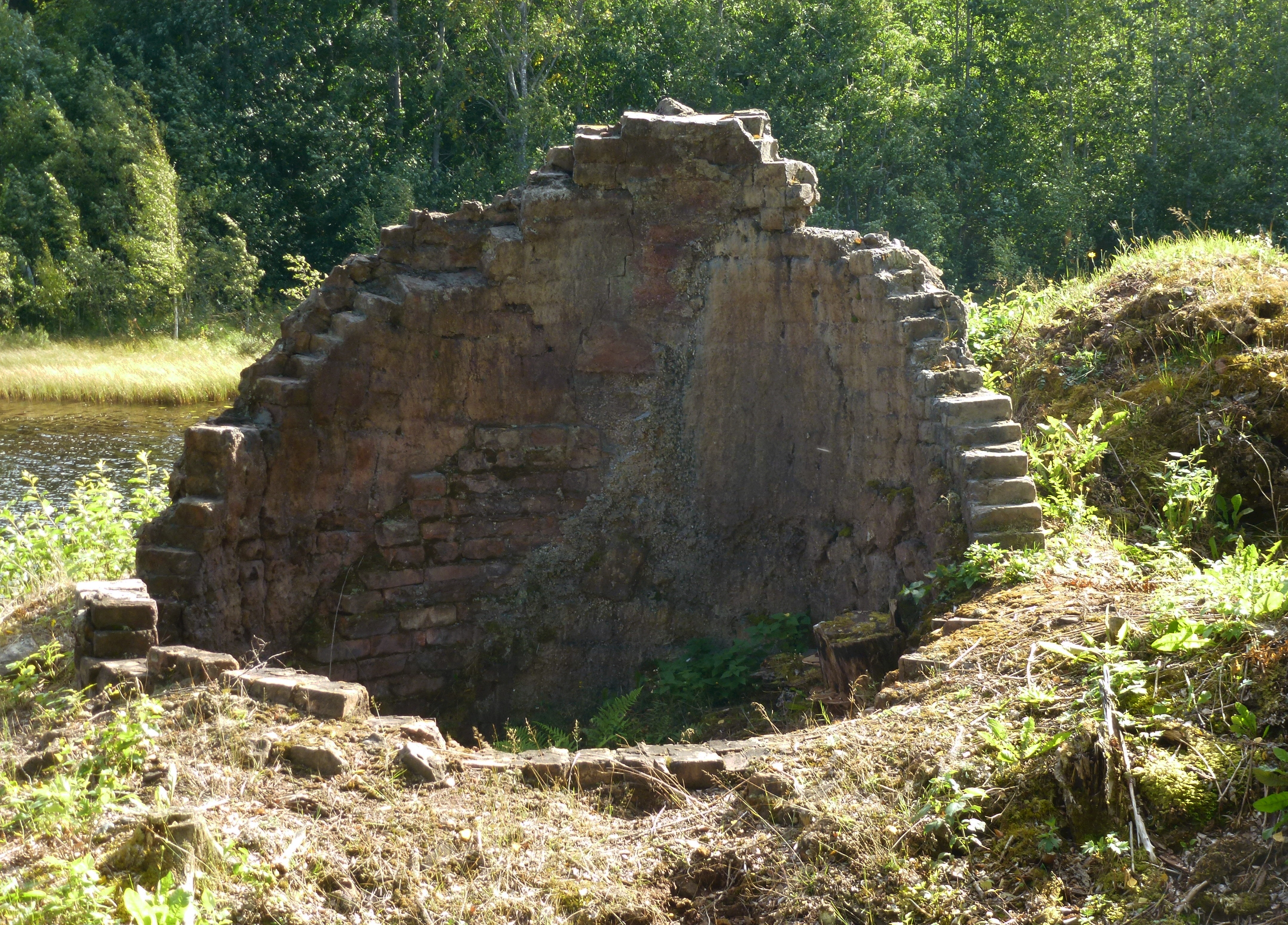
Ruinen efter masugnspipan
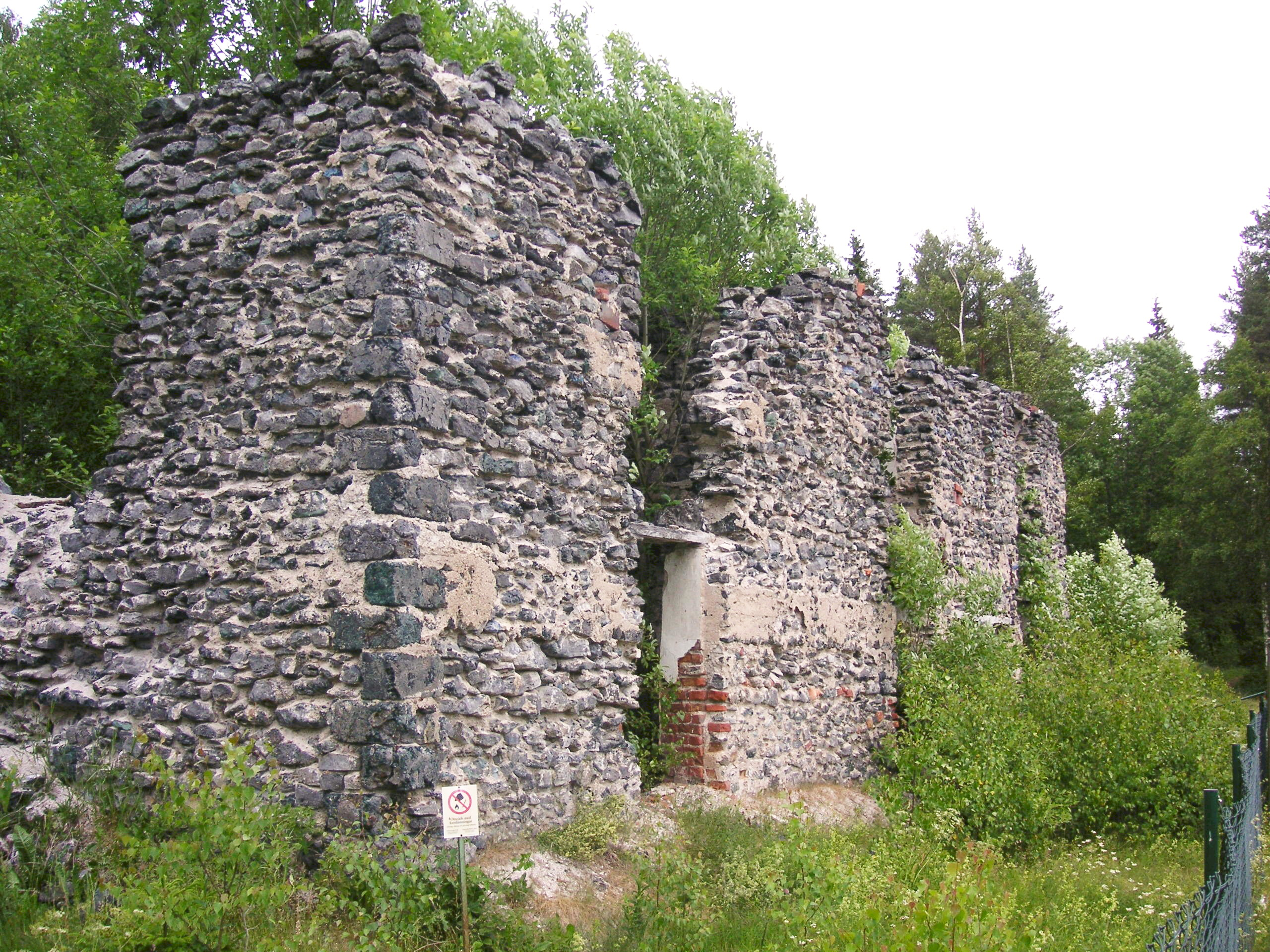
"Slaggslottet"